# Jelcz M121MB

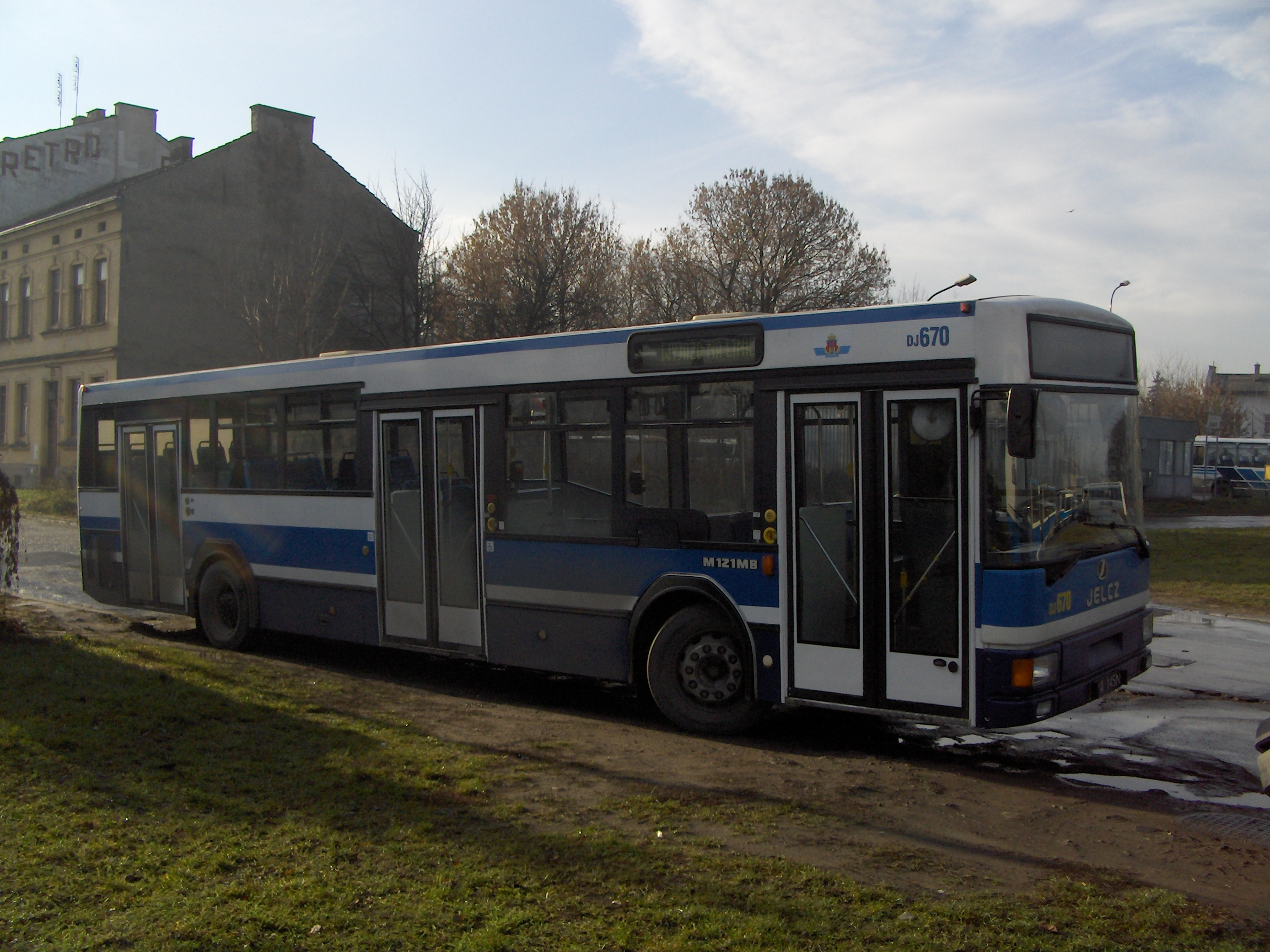
Jelcz M121MB

Jelcz M121MB (с 2006 года Jelcz Mastero) — польский городской автобус большой вместимости, выпускавшийся компанией Jelcz в 1995—2007 годах.

## История
Автобус Jelcz M121MB представляет собой одну из немногих моделей семейства Jelcz M121. Автобус оснащён дизельным двигателем внутреннего сгорания Mercedes-Benz OM447hLA мощностью 250 л. с. Производство автобуса началось в 1995 году. Передняя ось — Jelcz 65N, задняя ось — Jelcz MT 1032A.
В 1996 году автобус был дважды модернизирован. Также модернизация прошла в 2005 году: модель стала оснащаться дизельным двигателем внутреннего сгорания MB OM457hLA, который соответствует стандарту Евро-3. Автобус получил название Jelcz M121MB/3.
В 2006 году автобус получил название Jelcz Mastero. В связи с введением стандарта Евро-4 производство автобуса завершилось в 2007 году.